# 東西南北 龍介がゆく
東西南北 龍介がゆく（とうざいなんぼく りゅうすけがゆく）は、ABCラジオ（朝日放送）で1999年4月 - 2003年9月に放送されていた、月曜日 - 金曜日の情報ワイド番組
。
朝日放送アナウンサー（当時）の乾龍介がパーソナリティを務め、各種情報を紹介した。
放送時間については幾度か変更する。
| 時間  | 番組開始前 （～1999年4月）                   | 第1期 （1999年4月～2000年3月）                                                             | 第2期 （2000年4月～2003年9月）                     |
| ----- | -------------------------------------------- | ------------------------------------------------------------------------------------------ | -------------------------------------------------- |
| 8:30  | 引き続きおはようパーソナリティ道上洋三です   | 東西南北 龍介がゆく（第1部:8時半から10時50分ごろ）                                         | 東西南北 龍介がゆく（8時半から11時中断無しになる） |
| 9:00  | 安部憲幸のアベ9ジラ                          | 東西南北 龍介がゆく（第1部:8時半から10時50分ごろ）                                         | 東西南北 龍介がゆく（8時半から11時中断無しになる） |
| 10:50 | 安部憲幸のアベ9ジラ                          | 歌はおまかせ小山乃里子です（10時50分ごろから11時半ごろ形式上は当ページの番組の内包になる） | 東西南北 龍介がゆく（8時半から11時中断無しになる） |
| 11:00 | 歌はおまかせ小山乃里子です（当時は単独番組） | 歌はおまかせ小山乃里子です（10時50分ごろから11時半ごろ形式上は当ページの番組の内包になる） | 東西南北 龍介がゆく（8時半から11時中断無しになる） |
| 11:30 | 歌はおまかせ小山乃里子です（当時は単独番組） | 東西南北 龍介がゆく（第2部:11時半ごろから11時50分）                                        | 歌はおまかせ小山乃里子です （再分離・独立～13:23） |
| 11:50 | ミュージックスクランブル                     | 東西南北 龍介がゆく（第2部:11時半ごろから11時50分）                                        | 歌はおまかせ小山乃里子です （再分離・独立～13:23） |
| 12:00 | 羽川英樹のHONKY talk （～14:00）             | アベロクのOH!まっぴるま （～13:55）                                                        | 歌はおまかせ小山乃里子です （再分離・独立～13:23） |

## 出演者
- パーソナリティ
  - 乾龍介
- アシスタント
  - 棟永美穂
- 「孫の手お調べ隊」隊長
  - 笑福亭銀瓶

リスナーから寄せられた身近な疑問について、関係各所への電話やインターネットなどで取材調査。番組冒頭で調査内容が発表され、番組の中で随時、調査状況と調査結果を報告した。